# 비엣텔
비엣텔그룹(Viettel Group; 베트남어: Tập đoàn Công nghiệp - Viễn thông Quân đội / 集團工業遠通軍隊, 한국 한자음: 군대 공업 - 원통 집단, 영어: Viettel Military Industry and Telecoms Group)은 베트남 최대의 이동 통신 사업자이다. 베트남 국방부가 소유하고 운영하고 있는 국유기업이며, 정식 명칭은 "Tập đoàn Công nghiệp - Viễn thông Quân đội"이며, 직역하면 "군대 통신 산업 그룹"이다.

## 개요
2018년을 기준으로 베트남 국내에서의 점유율은 비엣텔이 50.6%, 베트남 우편 전기 공사(VNPT) 산하의 비나폰(Vinaphone)이 24.8%, 모비폰(MobiFone)이 20.6%, 베엣나모바일(Vietnamobile)이 3.6%, 지모바일(Gmobile)이 0.4%를 차지하고 있다.
비엣텔은 라오스, 캄보디아, 동티모르, 카메룬, 아이티, 모잠비크, 부룬디, 페루, 탄자니아, 미얀마에 진출해 사업을 전개하고 있다.
베트남 정부는 비나폰(VNPT)과 모비폰에 대해서는 2020년에 일부 민영화하지만, 비엣텔에 대해서는 계속 정부의 통제하에 둘 방침이다.
5G 서비스의 인프라를 정비하면서 화웨이 제품의 통신 장비를 제거하고, 노키아와 에릭슨 제품을 중심으로 채용한다고 보도했다.
베트남군 소속 군인은 이 통신사 가입이 의무사항이다.

## 관련 스포츠 클럽
- 비엣텔 FC - 비엣텔이 소유한 축구 클럽